# Jean Carrière

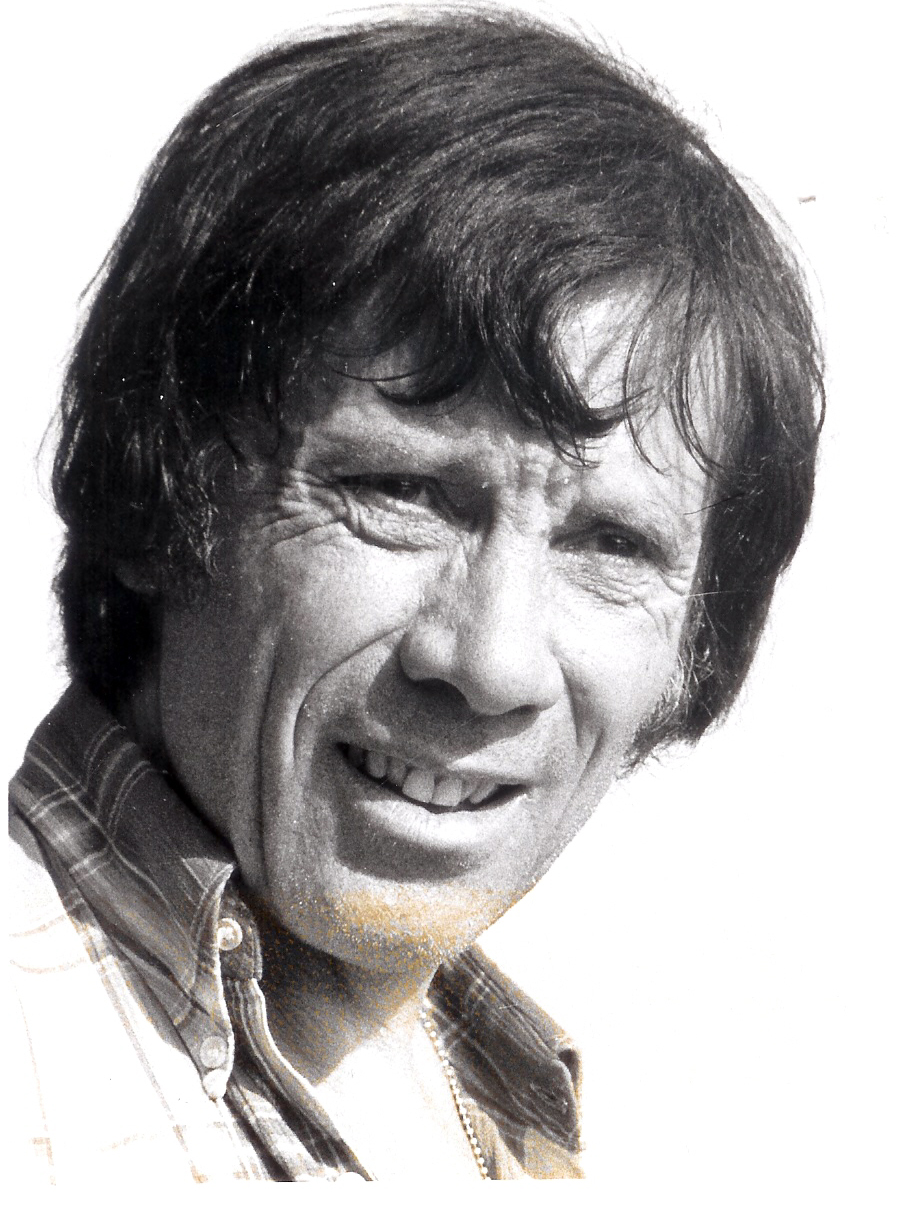
Jean Carrière

Jean Carrière fue un escritor francés, nacido el 6 de agosto de 1928 en Nimes y fallecido el 8 de mayo de 2005 en la misma ciudad. Ganó el premio Goncourt en 1972 por la novela L’épervier de Maheux (El gavilán, en español).

## Biografía
Originario del norte de Córcega, como su madre, Andrée Paoli, Jean Carrière fue allegado de Jean Giono en Manosque, en la Provenza. Fue crítico musical en París y cronista literario en la ORTF (radio televisión francesa) antes de convertirse en escritor con la novela Retour à Uzès (premio de la Academia francesa). Es autor de una veintena de obras, sobre todo novelas.
En 1972, con su novela L’épervier de Maheux (El gavilán), sobre la soledad en un lugar remoto de las Cevenas (Cévennes), cerca del monte Aigoual, publicada por el editor Jean-Jacques Pauvert, ganó el premio Goncourt. Esto le hizo vender dos millones de ejemplares y su traducción a catorce lenguas, pero la violenta muerte de su padre, atropellado por un conductor dominguero, y un divorcio, además de su desprecio por los círculos literarios, le sumieron en una profunda depresión que le hizo escribir, quince años después, Le prix d’un Goncourt, que juega con la palabra prix, que significa “premio”, pero también “precio” en francés.
Entre tanto, había escrito tres novelas, dos ensayos, sobre Julien Gracq y Jean Giono, y un libro de entretenimientos, Le nez dans l’herbe. Tras el Goncourt escribió todavía una decena de novelas, la última, Passions fútiles, un año antes de morir con 76 años.
Apasionado de la música (su padre fue director de orquesta y su abuelo materno, Toussaint Paoli, tenía un taller de luthier en Nimes) y el cine (conoció a Sigourney Weaver, a quien le dedicó una obra), antes de morir preparaba una novela y un libro sobre Maurice Ravel.
Después del inmenso éxito de El gavilán, se apartó de los salones literarios parisinos, donde se le consideró un escritor provinciano. Tras vivir un tiempo aislado en su chalé en Saint-Sauveur-Camprieu, cerca del monte Aigoual, Carriére vivió una veintena de años en una casa al pie de las viñas, en Domessargues, donde se celebraron sus exequias el 11 de mayo de 2005.
En su honor, un premio literario creado en 2009 lleva su nombre, con el fin de premiar toda obra que celebre “la herencia literaria y cultural del Sur y del Mediterráneo".

## Obra
- Retour à Uzès, La Jeune Parque, 1967 (Prix de l’Académie française).
- L'Épervier de Maheux, Jean-Jacques Pauvert, 1972 (Premio Goncourt). En castellano, El gavilán, en la obra Premios Goncourt de novela, Plaza y Janés, 1973
- La Caverne des pestiférés, París, Pauvert, 1978-1979, 2 vol.
- Le Nez dans l'herbe París, La Table ronde, 1981.
- Jean Giono, París, La Manufacture, 1985.
- Les Années sauvages, París, Laffont/Pauvert, 1986.
- Julien Gracq, París, La Manufacture, 1986.
- Le Prix d'un Goncourt, París, Laffont/Pauvert, 1987 (publicado con el título Les Cendres de la gloire, en Éditions France Loisirs)
- L'Indifférence des étoiles, París, Laffont/Pauvert, 1994.
- Sigourney Weaver, portrait et itinéraire d'une femme accomplie, París, La Martinière, 1994.
- Achigan, París, Laffont, 1995.
- L'Empire des songes, París, Laffont, 1997.
- Un jardin pour l'éternel, París, Laffont, 1999.
- Le Fer dans la plaie, París, Laffont, 2000.
- Feuilles d'or sur un torrent, París, Laffont, 2001.
- Passions futiles, París, La Martinière, 2004.
- L'Âme de l'épervier (Retour à Uzès, L'Épervier de Maheux, La Caverne des pestiférés, Le Nez dans l'herbe, Le Prix d'un Goncourt), París, Omnibus, 2010
- Les Années sauvages (Les Années sauvages, L’Indifférence des étoiles, Achigan, Un jardin pour l’Éternel, Le Fer dans la plaie), París, Omnibus, 2011